# Кен Паркер (System Comics)
Кен Паркер почиње поново да се објављује у Србији 2003. године у издању издавачке куће ”System Comics”, који почиње да објављује тамо где је Лунов магнус стрип стао. System Comics је објавио до тада све преостале епизоде у 22 свеске (објављене у периоду 1984-1998), закључно са епизодом Бакарно лице. Свеске System Comicsa нису биле цензурисане и имале су оригиналне (Милацове) насловне стране.

## Списак свих свезака објављених за System Comics (2003—2007)

### 2003
1. Где умиру титани / Ледени дах (март 2003)
2. Бела тишина / Дивљаци (април 2003)
3. Часови очаја (јун 2003)
4. Часови очаја, 2. део/Вечита луталица (јул 2003)
5. Велики спектакл (август 2003)
6. Налети страха/Мелез (септембар 2003)
7. Мелез/Крвави лов (септембар 2003)
8. Крвави лов (новембар 2003)

### 2004
9. Прича једног човека (јануар 2004)
10. Хапшење/Крај Црног Медведа (фебруар 2004)
11. Крај Црног Медведа, 2. део (април 2004)
12. Неповерење (мај 2004)
13. Неповерење, 2. део (septembar 2004)
14. Земља хероја (novembar 2004)

### 2005
15. Меккормаков жиг (јануар 2005)
16. Мекормаков жиг (2. део)/Ван времена (март 2005)
17. Ван времена, 2. део (јун 2005)
18. Дашак слободе (септембар 2005)
19. Дашак слободе, 2. део/Донаверов караван (октобар 2005)
20. Донаверов караван, 2. део (децембар 2005)

### 2006
21. Донаверов караван, 3. део (01.04.2006)
22. Донаверов караван, 4. део (01.06.2006)

## Специјална издања

### 2004
Нормин принц (02.01.2004)

### 2006
1. Осуђеници (авг. 2006)
2. У време Пони експреса (октобар 2006)
3. Авантуре Тедија Паркера (децембар 2006)

### 2007
4. Бакарно лице (март 2007)
5. Уздах и сан (03.07.2007)